# Salangana de les Mascarenyes
La salangana de les Mascarenyes (Aerodramus francicus) és una espècie d'ocell de la família dels apòdids (Apodidae) que habita zones obertes i boscoses. Cria en coves de Maurici i Reunió, a les Mascarenyes.